# Miro Little
Miro Little (Tampere, 30 maggio 2004) è un cestista finlandese.

## Carriera

### Nazionale
Nel 2022 è stato convocato dalla nazionale finlandese per gli Europei.